# Buchiceras
Buchiceras HYATT è un genere di molluschi cefalopodi estinti appartenente alle ammoniti (sottoclasse Ammonoidea), vissuto nel Coniaciano (Cretaceo Superiore). Questa forma è documentata in Medio Oriente (Israele) e nella regione andina (Perù), anche se la sua area di distribuzione reale non è ancora ben conosciuta.

## Descrizione
Conchiglia con avvolgimento planispirale, moderatamente involuta, compressa. Ombelico stretto e profondo, delimitato da un margine netto, sub-verticale. La sezione dei giri nell'adulto è sub-trapezoidale. L'ornamentazione è caratterizzata da due file di tubercoli latero-ventrali e periombelicali, uniti da coste grossolane e poco rilevate. Ventre appiattito o debolmente arrotondato. L'ornamentazione tende a farsi più pesante negli ultimi giri (forme adulte e gerontiche), in cui i tubercoli latero-ventrali tendono a trasformarsi in clavi e quelli periombelicali in bullae (similmente al genere affine Mammites LAUBE e BRUDER). 

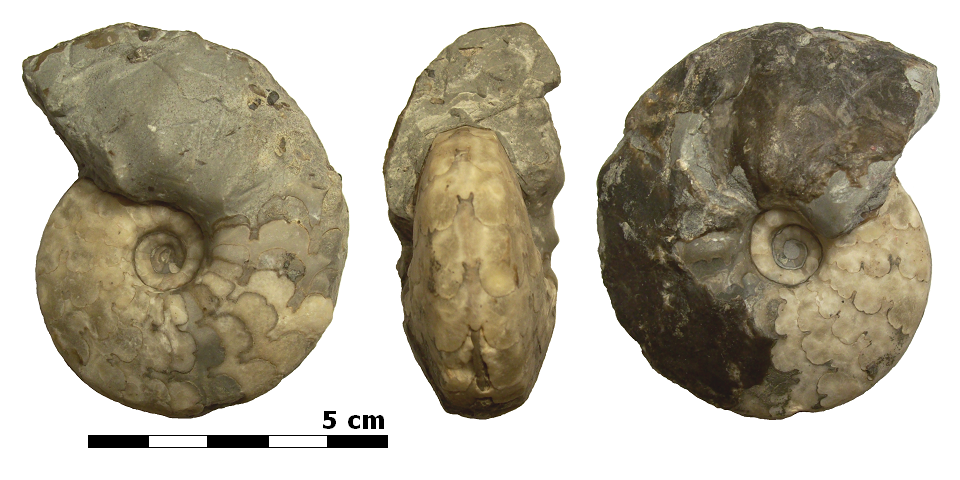
Buchiceras bilobatum HYATT, 1875. Esemplare subadulto; modello interno di fragmocono con frammenti di guscio e con la camera d’abitazione solo parzialmente conservata, fortemente deformata. Visibile la sutura pseudo-ceratitica; si apprezza l'ornamentazione a bullae periombelicali e tubercoli e clavi latero-ventrali. Cretaceo Superiore (Coniaciano) del Perù (regione di Cajamarca.

 Sutura pseudo-ceratitica con pochi elementi; selle ampie e arrotondate, tipicamente suddivise da un piccolo lobo secondario, e lobi sottili, denticolati e appuntiti, non ramificati; lobo esterno (ventrale) diviso da una piccola sella.

## Distribuzione
Forma documentata in depositi di mare epicontinentale America meridionale (Ande peruviane, Cajamarca) e in Israele databili da 89.3 to 85.8 milioni di anni. Il suo areale è però ancora sconosciuto.

## Habitat
Forma di profondità moderata, entro i limiti della piattaforma continentale. Si trattava probabilmente di una forma piuttosto mobile, anche se non un nuotatore particolarmente veloce (considerata la presenza di nodi e tubercoli molto sviluppati nell'adulto).